# Протока Рікорда
47°25′00″ пн. ш. 152°41′00″ сх. д. / 47.41666667° пн. ш. 152.6833333° сх. д.
Протока Рікорда (рос. Пролив Рикорда) — протока Курильських островів, що розділяє острів Ушишир з островом Кетоєм. Знаходиться в акваторії Сєверо-Курильського міського округу Сахалінської області Російської Федерації. Названа на честь старшого офіцера шлюпа «Діани» капітан-лейтенанта Петра Рікорда.
Глибини до 600 м. У середній частині протоки є район з глибинами від 130 до 150 м. На північний захід і південний схід від протоки глибини швидко виростають до 1500—2000 м.